# Eserv
eServ — интегрированный пакет для организации интернет- или интранет-инфраструктуры на предприятии. Включает почтовый и веб-сервер, ряд веб-приложений («Проекты», Вики, веб-форумы, блоги, календари, документооборот, система управления взаимоотношениями с клиентами, хостинг приложений), файловые сервера (FTP, TFTP, WebDAV), а также прокси-сервер Eproxy с поддержкой протоколов HTTP, HTTPS, FTP с кэшированием, SOCKS 4 и 5, POP3 и др. Поддержка WPAD позволяет автоматически настроить все браузеры организации без ручного конфигурирования.
Написан на SP-Forth — ведущий разработчик обоих проектов Андрей Черезов.

## Условия распространения
Eserv и Eproxy являются коммерческими продуктами. Свободно распространяются только тестовые shareware-версии c 30-дневным испытательным сроком. Тем не менее исходные тексты большинства программ комплекта Eserv имеют лицензию GNU GPL и доступны на CVS-серверах SourceForge-проектов соответствующих подсистем или с CVS сервера eserv.ru. EServ может быть самостоятельно скомпилирован из исходных текстов.

## Обзоры
- http://pcmag.ru/reviews/sub_detail.php?ID=43162 — Российское ПО 2010: инновации и достижения  (рус.).  PC Magazine/Russian Edition (2010-11-21). Проверено 13 августа 2011.
- Удачная весна, Михаил Брод, 24.03.2010, softkey.info
- http://www.pcmag.ru/library/detail.php?ID=108142 — Почтовая система на базе Eserv/3 и Mapilab Groupware Server  (рус.).  PC Magazine/Russian Edition (2007-09-27). Проверено 15 августа 2011.
- Eserv/3 — Best of 2005 soft (PC Magazine/RE)
- http://pcmag.ru/reviews/sub_detail.php?ID=43162&SUB_PAGE=0#eserv — Eserv/4 — Best of 2010 soft (PC Magazine/RE)  (рус.).  PC Magazine/Russian Edition (2010-11-21). Проверено 27 апреля 2012.
- Мальчик-с-пальчик, Самба и Левша (недоступная ссылка), Андрей Драница, Компьютерра, №37 от 06 октября 2004 года
- Из России с любовью (недоступная ссылка), Владимир Каталов, Компьютерра, №5 от 02 февраля 1999 года